# La merienda
La merienda fue un programa infantil de televisión, emitido por la cadena Antena 3 entre los años 1990 y 1994 de lunes a viernes en horario de tarde. Se trata de uno de los programas pioneros de la televisión privada en España dirigidos al público infantil.

## Historia

### La merienda original (1990-1992)
Al comienzo de sus emisiones, a principios de 1990, la cadena Antena 3 incluyó en su parrilla de programación dos espacios infantiles de emisión diaria de lunes a viernes: La Guardería, matinal, presentado por Rita Irasema, y La Merienda, a las seis de la tarde con la propia Rita y su padre Miliki. En el programa se combinaba la emisión de dibujos animados como Chicho Terremoto, con canciones y juegos conducidos por los presentadores. En 1991 Miliki y Rita Irasema fueron contratados por Telecinco para hacerse cargo de Superguay, un espacio de características muy similares. 
Durante la mayor parte de 1991, la encargada de presentar el programa sería Evita Dinamita, personaje encarnado por una antigua colaboradora de Pepe Navarro en El Día por Delante y que tenía el pelo moreno, corto y liso, y que vestía con medias de colores. Evita protagonizaba gags con otros actores en la inmensa casa con cristalera y escalera de caracol que tenía el decorado. Dos de estos actores encarnaban a los hermanos Pi-Pa, que hablaban a la vez y que cantaban la canción "No tenemos tiempo", después de decir su nombre. Durante la temporada de Evita se puso de moda el concurso de Micro-machines, unos coches en miniatura. El niño o niña que llamaba tenía que decir en un minuto el mayor número de veces posible "Si no son Micro-machines no son los auténticos", para llevarse el mayor lote posible de juguetes. Las series de televisión que emitía entonces "La merienda" eran, por este orden: "Super Mario", "Cazafantasmas" de Lou Scheimer, y "Cops", ambientada en el futuro. Evita protagonizaba también muchos sketches sola. Y además de sortear juguetes en cada programa, jugaba con los muñecos en plató haciendo vocecillas, o creando personajes con sus calcetines de colores. Y también recomendaba, al principio de cada programa, merendar tanto leche como zumo. A principios de 1992, entró como mascota del programa un perro de color negro de raza cocker spaniel, estableciéndose un concurso en el que los niños espectadores del programa tenían que ponerle un nombre. El nombre elegido fue Hola, y así se llamó al perro hasta la salida de Evita del programa.
Poco más tarde, por unos meses en el mismo decorado que Evita, llegaron como presentadoras las niñas Ana Chávarri y Raquel Carrillo, procedentes precisamente de Telecinco, donde habían acompañado a Emilio Aragón en VIP Guay. Con su llegada, el perro Hola tomó el nombre de Guay, y mantendría este nombre hasta el final del programa.

### La merienda Aventuras (1992-1994)
La temporada de 1992-1993 trajo consigo un cambio de nombre, escenario, sintonía y formato en el programa. Pasó a llamarse La merienda Aventuras, grabándose en una gran carpa instalada los exteriores de los estudios de Antena 3 en la localidad madrileña de San Sebastián de los Reyes. En esa época se incorporó también a las tareas de presentación el mago Miguel Puga, interpretando al personaje del Profe Lupilla. El espacio, como en temporadas anteriores, iba intercalado con capítulos de series de animación o juveniles.
La nueva mecánica del espacio lo transformó en un concurso de aventura entre dos colegios (apodados Indis rojos e Indis blancos ) en el que tres niños de cada colegio debían superar pruebas físicas y de habilidad, ganando minutos de tiempo y saquitos que necesitarían más tarde. Una vez terminadas las pruebas, el equipo que hubiera ganado la mayor cantidad de tiempo pasaba a la final. El otro equipo era "momificado" y se llevaba un premio de consolación. Antes de la final, el equipo ganador abría los saquitos que había ganado, dentro de los cuales había monedas que podían ser de oro, verdes o con la imagen de una momia. Cada moneda de oro les daba 15 segundos adicionales, y cada moneda verde les restaba 10 segundos. Si sacaban moneda de momia, el concursante que la había sacado era "momificado" también y no podía participar en la prueba final con sus compañeros.
En la final había ocho llaves de colores escondidas por todo el decorado, y los concursantes debían utilizar el tiempo para buscarlas de uno en uno por relevos. Al final, una vez agotado el tiempo, con las llaves que hubieran encontrado, se acercaban a un gran arca cerrada con cinco candados de colores. Entre las ocho llaves había cinco llaves buenas que coincidían con los colores de los cinco candados, las otras tres eran falsas y no abrían ningún candado. Una de las llaves buenas, además, era la indi-llave, que era una llave maestra que abría los cinco candados. Las demás llaves abrían cada llave la cerradura de su color. Cada candado abierto descubría un regalo y una cantidad de puntos entre 10 y 50 puntos proporcional al valor del regalo. En los regalos había ordenadores, videoconsolas NES, bicicletas y regalos similares, cada regalo uno para cada concursante. Además, dentro del arca había un gran regalo sorpresa que sólo se descubriría si se lograban abrir los cinco candados. Los puntos ganados se sumaban a una conversión en puntos del tiempo que habían ganado a razón de 100 puntos por cada minuto completo y un punto por cada segundo que no llegara al minuto, es decir, si conseguían 2:45 minutos, conseguían 245 puntos más los puntos ganados con los premios. Al final de la temporada, el colegio que hubiera conseguido la mayor cantidad de puntos de toda la temporada ganaba un viaje de fin de curso para toda la clase a Eurodisney. Con esta estructura, el espacio continuó hasta su cancelación definitiva en 1994, aunque desde 1992, tras la marcha de Raquel Carrillo, la presentación quedó en manos de Ana Chávarri y Miguel Puga.